# Lavínium
Lavínium (en grec antic: Λαουΐνιον o Λαβίνιον) va ser una antiga ciutat del Latium a uns 5 km de la costa entre Laurèntum i Ardea i a uns 25 km de Roma. L'accés a la ciutat es feia per la via Ardeatina. Actualment es troba al poble de Pratica di Mare, a la comuna d'Anzio, província de Roma.
La tradició la fa fundada per Eneas que li va donar el nom de la seva dona Lavínia, filla del rei Latinus. La llegenda també diu que el fill d'Eneas, Ascani, va traslladar la capital dels llatins de Lavínium a Alba Longa, trenta anys després de la fundació, però que l'intent de treure de la ciutat als déus Penates no va ser possible, i els Penates van retornar a la seva seu original. Per això la ciutat va continuar existint vora la nova capital i es va convertir en un lloc de culte, aspecte que va mantenir fins a una època tardana de la història de Roma.
El més probable és que Lavínium derivi del nom del poble, els llatins, i que fos la seva capital fins que Alba Longa va assolir l'hegemonia.
La primera notícia de la ciutat és romana i parla de Titus Taci que va ser mort a la ciutat quan anava a celebrar uns sacrificis, en revenja per depredacions fetes al territori de Lavínium o potser al de Laurèntum. Poc després es va fer un tractat amb Roma, i la tradició presenta a Lavínium i Laurèntum en amistat amb Roma. Luci Tarquini Col·latí, exiliat de Roma, es va refugiar a Lavínium. Poc abans de la batalla del Llac Regillus la ciutat va entrar a la Lliga Llatina contra Roma, segons Dionís d'Halicarnàs. L'any 493 aC va signar un tractat amb Roma, quan Espuri Cassi Viscel·lí va aconseguir la pau amb la Lliga llatina.
Coriolà va assetjar i finalment va ocupar la ciutat, segons Titus Livi. No torna a aparèixer a la història fins a la gran guerra llatina del 340 aC en què la ciutat va tornar a estar al costat de la Lliga però les seves forces van arribar amb retard, si és que no es tracta d'un error per Lanúvium, error freqüent en els escriptors clàssics, ja que Laurèntum no va participar en la guerra i Lavínium i Laurèntum sempre feien la mateixa política.
Durant tot el domini romà va anar decaient i Estrabó l'esmenta com un llogaret només important pels ritus sagrats suposadament derivats del temps d'Eneas. Dionís d'Halicarnàs també ens diu que el record dels tres animals, l'àguila, el llop i la guineu, que tenien relació amb una coneguda llegenda sobre la fundació de Lavínium, es conservava per unes figures de bronze que els representaven i que es trobaven encara en el seu temps al fòrum d'aquella vila. Segons Varró, hi havia una figura semblant de bronze d'una famosa truja amb les seves trenta cries, sinó que part de la carn de la truja mateixa encara es conservava en escabetx, i era mostrada pels sacerdots. Els cònsols romans i els pretors abans de prendre possessió del càrrec, feien ofrenes i sacrificis a Lavínium als Penates i a Vesta. Plini el Vell no menciona la ciutat, però fa referència a uns «Ilionenses Lavini» ('lavinis d'Ílion') en referència al suposat origen troià dels seus ciutadans.
Probablement durant el regnat de Trajà va rebre una colònia que va permetre recuperar la ciutat; en aquesta ocasió Laurèntum i Lavínium es van unir en una comunitat anomenada Laurento-Lavinium.
La ciutat encara existia al segle iv (391) i apareix a l'Itinerari d'Antoní i a la Taula de Peutinger. Macrobi, a finals del segle iv informa que els cònsols electes i els pretors, quan accedien al asu càrrec, anaven a Lavínium a oferir sacrificis a Vesta i als Penates. Però la fi del paganisme i, per tant, dels ritus que es feien a la ciutat va suposar la seva fi.